# Posse (I Need You on the Floor)
Posse (I Need You On The Floor) (Četo (Potřebuju vás na tanečním parketu)) je píseň německé skupiny Scooter z alba We Bring The Noise! z roku 2001. Jako singl vyšla píseň v roce 2001. Scooter použili v písni High Pitched Voice (zpěv posazený do vyšších poloh) a piáno, což mělo nečekaný úspěch. Videoklip zachycuje reálnou cestu Scooteru na tour. Byl natočen během tanečního festivalu v Dánsku. Je v něm zachycena cesta autobusem, i to, co se děje v zákulisí. Videoklip má 3 různé verze a britská verze singlu obsahuje jeho britskou verzi. HPV je zpíváno Rickem J. Jordanem.

## Seznam skladeb
1. Posse (I Need You On The Floor) (Radio Edit) - (3:53)
2. Posse (I Need You On The Floor) (Extended Version) - (6:40)
3. Posse (I Need You On The Floor) (Tee Bee Mix) - (7:03)
4. Posse (I Need You On The Floor) (Club Mix) - (6:41)

## Seznam skladeb (UK version)
1. Posse (I Need You On The Floor) (UK Radio Edit) - (3:46)
2. Posse (I Need You On The Floor) (N-Trance Edit) - (4:11)
3. Posse (I Need You On The Floor) (UK Extended) - (5:31)
4. Posse (I Need You On The Floor) (N-Trance Mix) - (5:59)

## Umístění ve světě
| Hitparáda      | Umístění |
| -------------- | -------- |
| Švýcarsko      | 43       |
| Rakousko       | 7        |
| Finsko         | 20       |
| Švédsko        | 16       |
| Velká Británie | 15       |